# Саут Браунинг (Монтана)
Саут Браунинг (енгл. South Browning) насељено је место без административног статуса у америчкој савезној држави Монтана.

## Демографија
По попису из 2010. године број становника је 1.785, што је 108 (6,4%) становника више него 2000. године.
| Група             | 2000.     | 2010.     |
| Белци             | 41 (2,4%) | 22 (1,2%) |
| Афроамериканци    | 2 (0,1%)  | 0 (0,0%)  |
| Азијати           | 0 (0,0%)  | 2 (0,1%)  |
| Хиспаноамериканци | 36 (2,1%) | 34 (1,9%) |
| Укупно            | 1.677     | 1.785     |